# Барятинський Олександр Петрович

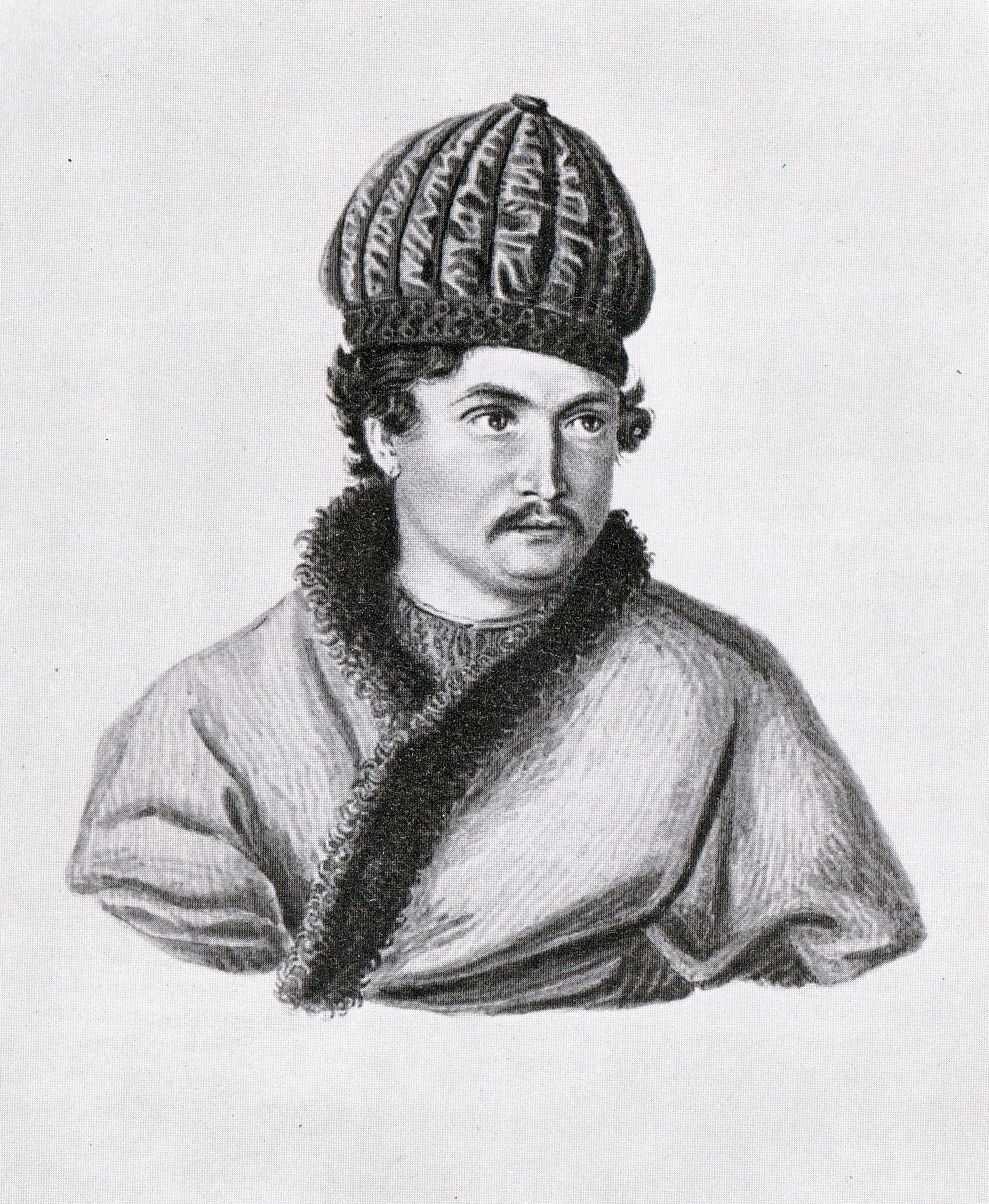
Барятинський О.П. 1839 рік. Акварель Бестужева М.О.

Олекса́ндр Петро́вич Баряти́нський {1798—†1844, Тобольськ) — російський поет, декабрист. Походженням—князь. 
Близький друг  Пестеля Павла Івановича, активний діяч Південного товариства, до якого вступив 1821 року.
Був матеріалістом і послідовним республіканцем, виправдовував рішучі революційні дії. 

## Біографія
Виховувався в єзуїтському пансіоні в  Петербурзі до кінця 1814 або початку 1815 року, коли, здавши попередній іспит при Педагогічному інституті, вступив на службу в Колегію іноземних справ перекладачем. У військову службу вступив в лейб-гвардії Гусарський полк юнкером - 1 січня 1817 року.
Член  Союзу благоденства і  Південного товариства, голова Тульчинської управи  (змінив на цій посаді  Пестеля за кілька тижнів до смерті  Олександра I). Прийняв у Південне товариство  Фаленберга.
За вироком суду позбавлений чинів і дворянства, відбував покарання в Сибіру - довічна каторга; з липня 1839 року вийшов на поселення. Помер у Тобольську.
У збірці віршів «Години дозвілля в Тульчині» Барятинський виступив як вільнодумець і атеїст.